# リタス
リタス（リトアニア語: litas; Lt）は、リトアニアの旧通貨。補助通貨単位はツェンタス（centas）で、1リタス＝100ツェンタスである。
リタスが最初に導入されたのは第一次世界大戦後にリトアニアが独立を宣言した1922年のことで、その後リトアニアではソビエト・ルーブルと等価で交換された暫定通貨タロナスを経て、1993年6月25日にリタスが再導入された。リタスの名称はラトビアのラッツと同様に、国名にちなんでつけられた。1994年から2002年にかけて、リタスはUSドルとのあいだで $1 = Lt4 の比率でペッグされていた。その後リタスはユーロとのあいだでのペッグ制に移行し、€1 = Lt3.4528 で固定。リタスは2015年1月1日からユーロへ切り替えられた。

## リトアニア語での表記
リトアニア語では、文法活用に従い、下1桁が1のとき（ただし下2桁が11のときは除く）はリタス (litas)、下1桁が2から9のとき（ただし下2桁が12から19のときは除く）はリタイ (litai)、下1桁が0のときと下2桁が11から19のときはリトゥ (litų)となる。同様に補助通貨単位の「ツェンタス」は、下1桁が1のとき（ただし下2桁が11のときは除く）はツェンタス (centas)、下1桁が2から9のとき（ただし下2桁が12から19のときは除く）はツェンタイ (centai)、下1桁が0のときと下2桁が11から19のときはツェントゥ (centų)となる。

## 旧リタス（1922年-1941年）

### 歴史
旧リタスは1922年10月2日に、第一次世界大戦中にリトアニアを占領していたドイツ軍が発行したオストマルクやオストルーブルに替わって導入された。リトアニアでオストマルクはアウクシナスと呼ばれていた。
リタスは Lt10 = US$1 の価値で導入され、また1リタスの100分の1の補助通貨としてツェンタスが定められた。世界恐慌のさいには、リタスはきわめて強く安定した通貨であると考えられ、そのためリトアニア経済は世界恐慌の影響をほとんど受けることがなかった。1リタスはリトアニア銀行が外国で保有する金0.150462グラムに相当していた。1923年3月の時点で計39,412,984リタスが流通され、そのうち15,738,964リタスは実際の金が、24,000,000リタスは高利の債券がそれぞれリタスの価値の裏打ちとなっていた。少なくとも総流通量の3分の1は金が、残りはほかの資産で担保されなければならなかった。1938年までにはだいたい US$1 = Lt5.9 だったリタスの価値は、1941年に廃止されるときにはおよそ Lt1 = US￠20 にまでになっていた。
リトアニアがソビエト連邦に併合された1941年4月、リタスはソビエト・ルーブルに切り替えられ、このとき実際の価値では Lt1 = руб 3-5 であったにもかかわらず、Lt1 = руб 0.9 というレートが設定された。この交換レートにより軍上層部や党幹部は多大な利益を得た。その一方で通貨の価値を守ろうとして民衆は大量購入に走り、国有化による生産体制の崩壊とともに原材料不足が生じた。リタスが完全に廃止されるまで、預金の引き出しは250リタスに制限された。

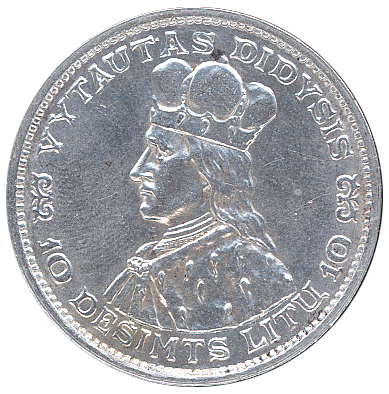
戦間期の10リタス硬貨。ヴィータウタス大公が描かれている。

### 硬貨
リタスの硬貨は1925年に導入され、このとき1、2、5、10、20、50ツェンタス、1、2、5リタスの額面の銀貨が発行された。1936年には10リタス硬貨が導入された。すべての額面の硬貨は彫刻家ジュオザス・ジカラスによる意匠が施された。リタス硬貨にはヨナス・バサナヴィチウスとヴィータウタスが描かれ、その後リトアニア初代大統領アンターナス・スメトナの肖像に替えられた。

### 紙幣
1922年にリトアニア銀行は1、2、5、10、20、50ツェンタス、1、2、5、10、50、100リタス紙幣を発行した。1924年にはこれに500リタスと1000リタス紙幣が加えられた。その後5リタス以下の額面の紙幣は1925年に硬貨に切り替えられた。

## リタス（1993年-2014年）
1993年6月25日、リタスは再びリトアニアの通貨となった。このとき暫定通貨タロナスとは1リタス＝100タロナスで交換された。

### 歴史

#### 移行準備
リトアニア政府では独立宣言以前にリタスの導入に向けた準備が開始されており、仮にリトアニアがソビエトに残ったとしてもルーブルを残したままリタスを導入することが想定されていた。1989年12月、新硬貨と新紙幣の意匠案を作成するよう画家への依頼がなされ、また肖像画に描かれる著名人の一覧もまとめられた。
1990年3月1日にリトアニア銀行が再設置され、その10日後にリトアニアは独立を宣言する。当初リトアニア政府はフランスの印刷会社フランソワ・シャルル・オーバーテュアに紙幣発行を交渉したが失敗に終わった。その後1990年11月、リトアニア銀行は United States Banknote Corporation（のちの American Banknote Corporation）に紙幣発行を依頼し、1991年の晩秋にリタス紙幣と硬貨の第1便がリトアニアに到着した。
1991年11月に通貨発行法が可決され、リタス委員会が設置された。リタス委員会はリタス流通開始日、ルーブルの引き上げに関する規定、リタスとほかの通貨との交換比率を決定する権限が与えられた。政府は新通貨リタスがインフレーションにさらされないようにするため、経済が安定するまで時をおいてから発行することとした。リトアニアの貿易の80%はロシアが相手となっており、政府はルーブルからの円滑な切り替えを図る必要があった。またリトアニアは為替平衡のための資金を集めなければならなかった。

#### 資金の収集
リトアニア政府はリタスの価値を担保する金や債券を保有していなかった。そのためリトアニアは為替平衡資金としておよそ2億USドルを調達しなければならなかった。そこでリトアニアはまず、戦前の金準備約10トンをフランス、イギリス、スウェーデンなどから還収することを模索した。戦間期にリトアニアは金準備を自国ではなく、他国の金融機関に預託していたが、1940年にリトアニアが占領されてから、この金準備は「所有者なし」とされた。これは戦後になってもリトアニアが独立を回復せず、西側のほとんどの諸国が、リトアニアを併合したソビエト連邦に金の所有権の継承を認めなかったためである。実際に、イングランド銀行は1967年に「所有者なし」の金をソビエト連邦に売却している。ところが1992年1月にイングランド銀行はこの売却が「バルト三国の国民に対する背信行為」であると発表し、イングランド銀行にもともと預けられていた金（当時の価値にして9000万ポンド）をバルト三国に返還した。このうちリトアニアは1850万ポンド（金95000オンス）の所有者として認められた。同様に1992年3月にリトアニアはフランス銀行とスウェーデン国立銀行に所有していた金を還収した。
1992年10月、国際通貨基金（リトアニアは1992年4月29日に加盟）は2305万USドルを為替平衡資金として融資した。ところが新通貨の導入の時点でリトアニアは為替平衡資金として1億2000万USドルしか集められなかったと見られている。この事実はリタスの評価や信用を傷つけないために極秘とされた。

#### リタス導入の遅延
『リエトゥヴォス・リータス』紙の記者はリタス鋳造・印刷についての情報を追っていたが、鋳造・印刷が遅れているのではないかという情報を入手した。たとえば紙幣印刷の代金600万リタスが1年のあいだ、スウェーデンの銀行の無利息預金口座に預けられたままという情報があった。1992年までにリタスは導入の準備が完了していたが、印刷された紙幣の質が極めて低いもので、とくに10、20、50リタス紙幣は単色で容易に偽造できるようなものだった。
選出されたばかりの大統領アルギルダス・ブラザウスカスはリトアニア銀行総裁ヴィリウス・バルディシスをリタス導入2か月前に職務能力がないとして解任した。バルディシスはのちに300万USドルの損失を与えたことが追及された。またこの件について一部ではロシア連邦保安庁が裏で関与しているとささやかれた。バルディシスは印刷費用の削減を試みたが、偽造防止策は指示していなかったと述べている。また United States Banknote Corporation も契約違反で追及を受けた。
しかしリタス紙幣の見直し、再印刷がなされ、1993年6月に導入されてもなおその品質は低く、リタス紙幣はさらに見直されることを余儀なくされた。このような不祥事と、本来2億USドルが必要であるにもかかわらず1億2000万USドルしか集められなかった金準備の不足によりリタスの評価は傷つけられた。リトアニア銀行総裁に新任されたロムアルダス・ヴィソカヴィチウスはこのような事態に対して迅速に行動し、国民の信頼を獲得した。ところが10月には民間銀行 Litimpex との関係がとりだたされ、ヴィソカヴィチウスは辞任を求められた。

#### リタスの導入

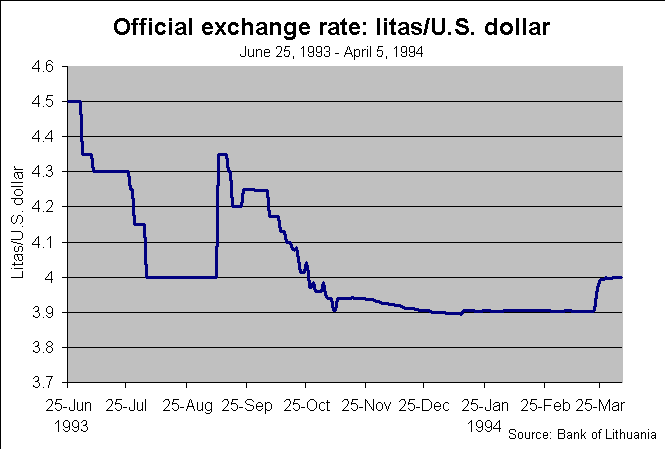
リタスとUSドルとの公式通貨レート（1993年6月から1994年3月、リトアニア銀行発行）

1993年6月25日、100タロナスに対して1リタスという比率で新通貨リタスが導入された。また1USドルに対して4.5リタス、数週間後には4.2リタスというレートが定められた。しかしながらリタスが導入されても不祥事が続いた。政府はタロナスからリタスへの交換について、出所を示さなくても無制限に認めた。そのためこの制度が悪用されて犯罪集団の資金源となった。
7月にはタロナスの流通が停止され、1993年8月1日にはリタスが唯一の法定通貨となった。リタスの再導入を受けて、市場からUSドルの引き上げが図られた。タロナスはまったく信用されておらず、ルーブルは非常に不安定だった。このため市民はUSドルを安定通貨として使用していた。このほかにもドイツマルクが用いられていたが、その使用量は限られていた。商店では価格をUSドルなどの複数の通貨単位で表示し、外国通貨で売買することが法的に認められていたこともあって経済はきわめてドルに依存していた。

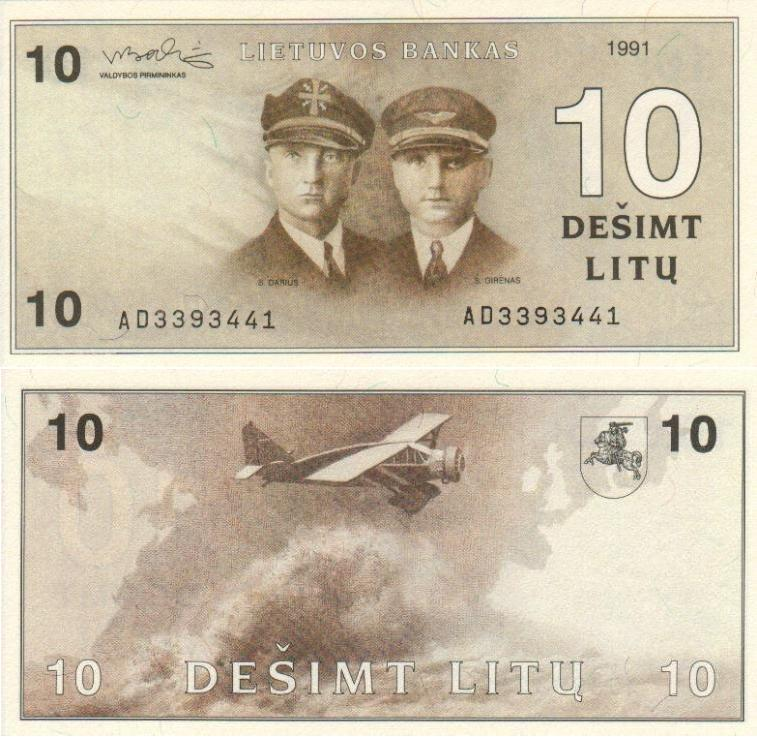
初期のリタスは必要な偽造対策がなされていなかった

タロナスと初期のリタス紙幣はその品質が低かったため偽造されやすかった。そのためほとんどの商店では偽札かどうかの確認のために紫外線ランプを備えなければならなかった。たとえばある集団は500タロナス紙幣をトルコで印刷して、その総額は14万リタスに上ると見られている。
1994年4月1日から2002年2月1日までリタスはUSドルとのあいだで $1 = Lt4 の比率でペッグされていた（このペッグの実施直前の半年間は $1 = Lt3.9 前後で安定していた）。この為替相場の固定のおもな理由は通貨制度が新しく信用が低かったこと、為替相場の大きな変動を恐れたこと、外国投資家をひきつけたかったこと、国際通貨基金の勧告を受けていたことが挙げられる。このペッグは毎年更新することができた。短い期間ではあるがこのペッグ制はバスケット通貨である欧州通貨単位とのあいだでなされていたと考えられた。このころにリトアニアはカレンシーボード制を設置していた。
1994年4月1日以降、リタスは完全に金と安定債券に信用を担保された。

#### リタスとユーロ
2002年2月2日、リタスはユーロとのあいだで €1 = Lt 3.4528 の比率でペッグされた。この比率はリタスが完全にユーロに切り替えられるまで変更されないと見込まれている。このペッグによりリトアニアは事実上のユーロ圏に入ったことになる。2004年6月28日以降は、リタスは欧州為替相場メカニズムに組み込まれた。またリトアニアのユーロ硬貨の意匠はすでに準備されている。
リトアニアは収斂基準を満たすことができなかったために、ユーロ導入を数度にわたって延期している。近年のSEB銀行の分析では、4.2%という基本条約での収斂性基準があるにもかかわらずリトアニアは2008年10月に11%に達するという高いインフレーション率のために2013年まではユーロ導入はないとしている。また、クビリュス首相は、2014年にはリトアニアにユーロが導入されるであろうとの見通しを示していた。実際には2015年に導入。

### 硬貨
1993年、1、2、5、10、20、50ツェンタスと1、2、5リタス硬貨の9種類が導入された。このとき硬貨に刻印された発行年は1991年であった。1、2、5ツェンタスはアルミニウム貨で、10、20、50ツェンタスは青銅貨、リタス額面の硬貨は白銅貨だった。1997年になると10、20、50ツェンタスのニッケル黄銅貨が導入され、1998年には1リタス白銅貨のままだったが、2、5リタスはバイメタル貨となった。表面の中央にはリトアニアの国章が描かれ、国名 "Lietuva" が大文字で刻まれている。
初版の硬貨はイギリスで鋳造され、1991年10月31日にリトアニアに届けられた。その後、1992年より国営の Lietuvos monetų kalykla が鋳造し、それまでに比べて製造コストが削減された。

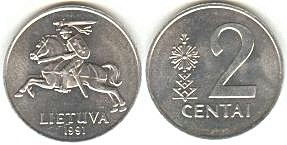
2ツェンタス硬貨 （1991年 - ）
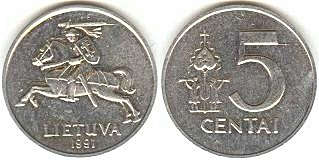
5ツェンタス硬貨 （1991年 - ）
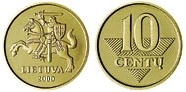
10ツェンタス硬貨 （1997年 - ）
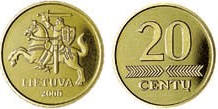
20ツェンタス硬貨 （1997年 - ）
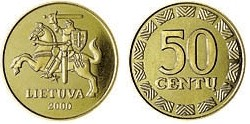
50ツェンタス硬貨 （1997年 - ）
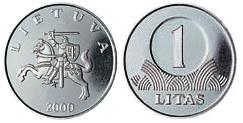
1リタス硬貨 （1998年 - ）
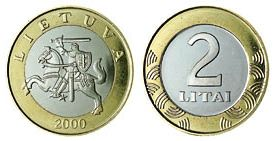
2リタス硬貨 （1998年 - ）
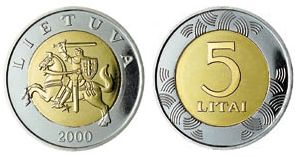
5リタス硬貨 （1998年 - ）

### 紙幣
1993年、10、20、50、100、500リタス額面の紙幣が導入された。このとき紙幣に印刷された発行年は1991年であった。ところがデザインが粗末であったために初版の紙幣は容易に複製されてしまい、まもなく1、2、5、10、20、50リタス額面の新版の紙幣が発行された。その後1997年には200リタス紙幣が、2000年には500リタス紙幣が新たに発行されるようになり、さらに2007年からは新たな技術が加えられた10、20、100リタス紙幣の新版が発行されるようになった。

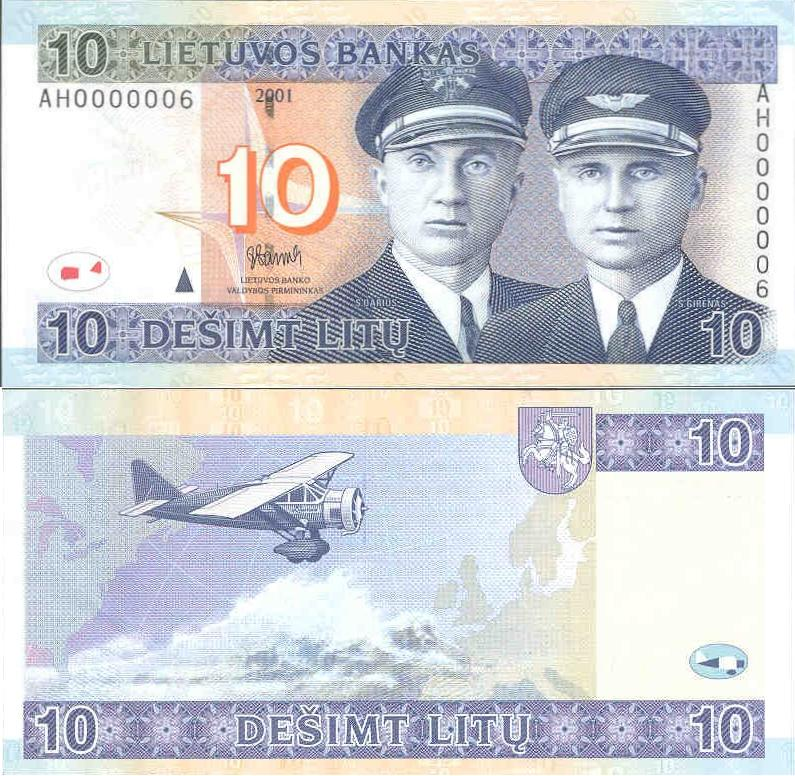
10リタス紙幣 （2007年 - ）
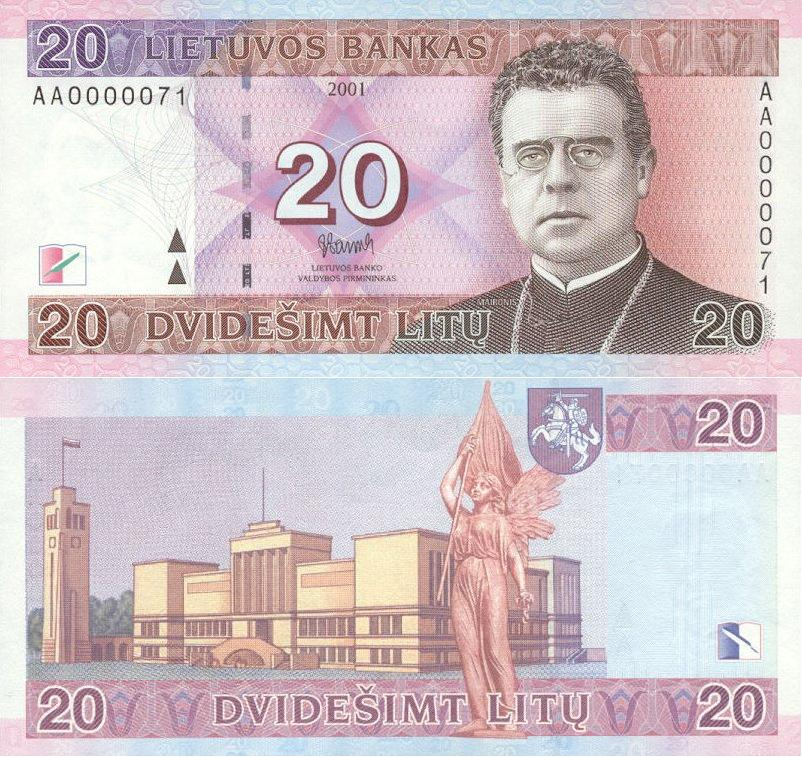
20リタス紙幣 （2007年 - ）
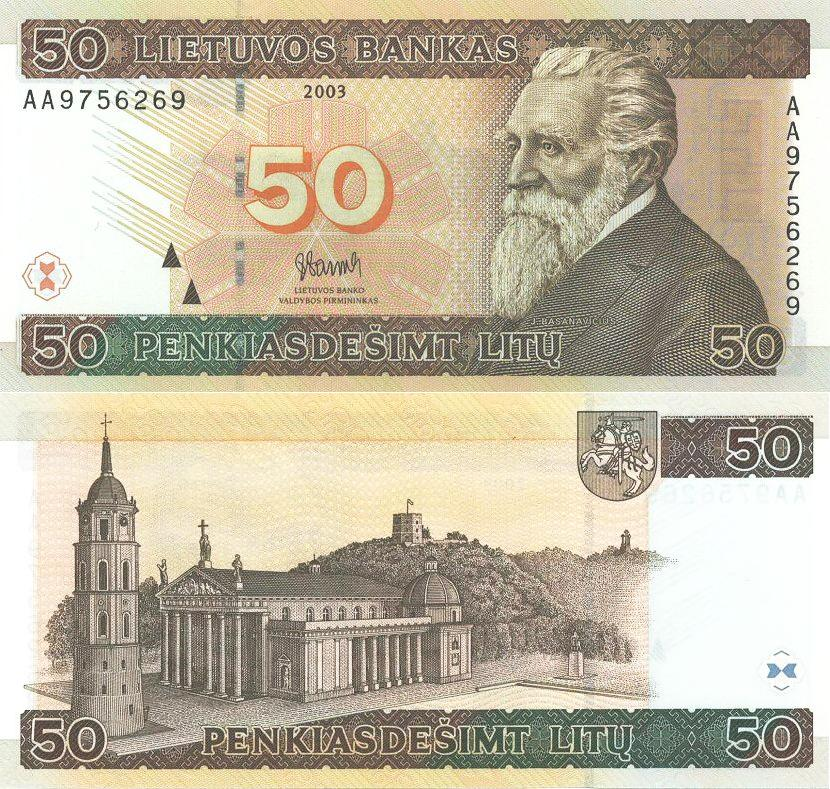
50リタス紙幣 （2003年 - ）
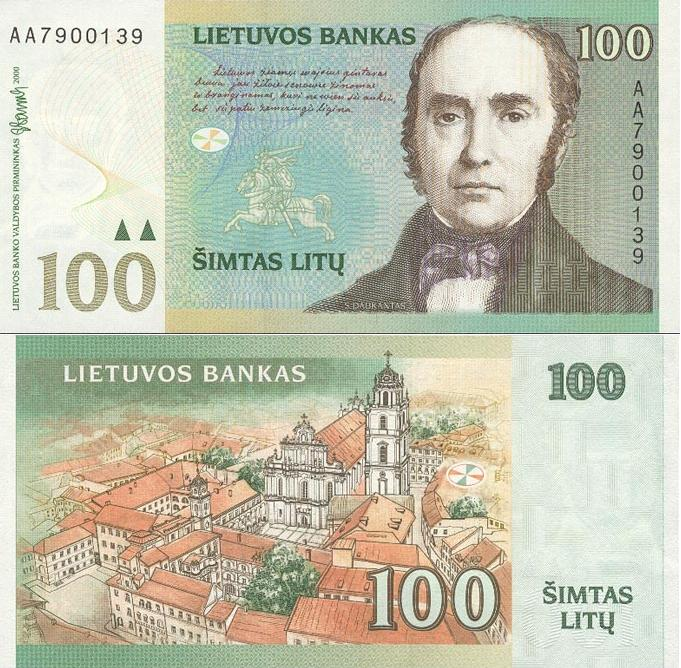
100リタス紙幣 （2007年 - ）
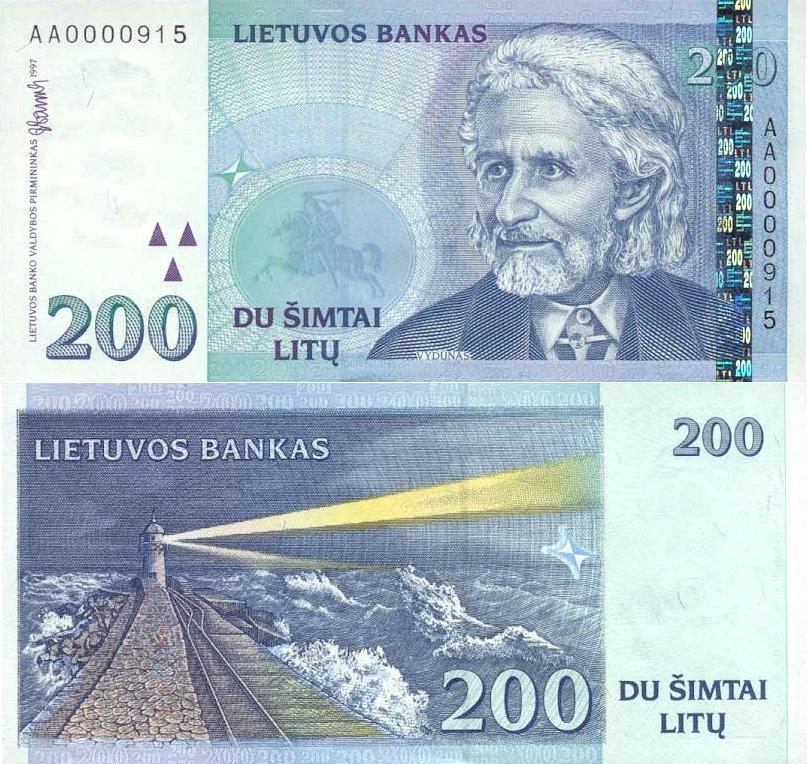
200リタス紙幣 （1997年 - ）
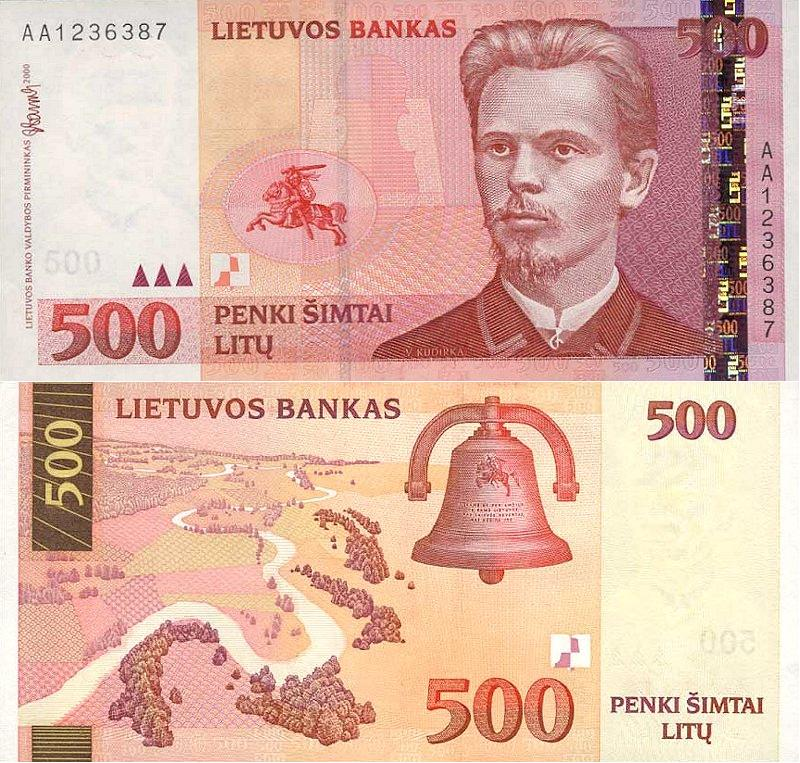
500リタス紙幣 （2000年 - ）